# الأجواد (مسرحية)
الأجواد مسرحية جزائرية من تأليف عبد القاد علولة.